# Adolf Behne
Adolf Behne (Magdeburg, 13 de julho de 1885 – Berlim, 22 de agosto de 1948) foi um historiador de arte, critíco e teórico da arquitetura e activista artístico. Foi um dos líderes da Vanguarda na República de Weimar.
Behne estudou arquitetura por um breve período, tendo depois optado por História da arte em Berlim. Juntou-se à Deutscher Werkbund (Federação Alemã do Trabalho) e tornou-se uma figura proeminente do Arbeitsrat für Kunst ("Conselho dos trabalhadores para a arte"). Logo tornar-se-ia um dos pioneiros na divulação do expressionismo. Foi próximo dos membros do colectivo artístico de Magdeburg The ball e defendia a criação de uma nova aproximação entre a arte e a arquitetura. Foi influenciado pela obra de Jakob von Uexküll. Lecionou na Universidade de Berlim até 1933. Entre 1945 e 1948 foi professor na Staatlichen Hochschule für Bildende Kunst Berlin e pertenceu ao grupo de arquitetura Der Ring.
Como arquiteto, raramente viu os seus projectos avançarem para a fase de execução. Umas das suas poucas obras construídas é a recepção da estação central de Düsseldorf.